# Elizabeth Kortright Monroe
Elizabeth Kortright Monroe (født 30. juni 1768, død 23. september 1830) var hustru til James Monroe, USA's femte præsident.

## Tidlige år
Hun blev født i New York den 30. juni 1768 som datter af Lawrence Kortright, en officer i den britiske hær og en fremtrædende købmand, som mistede en stor del af sin formue under den amerikanske revolution og Hannah Aspinwall-Kortright. Elizabeth lærte social ynde i en tidlig alder. Hun havde en statuelignende skønhed med ravnsort hår og blå øjne, og tiltrak sig første gang James Monroes opmærksomhed i 1785 mens han var i New York som medlem af den Kontinentale Kongres.  James, som var 27 år gammel giftede sig med Elizabeth, som var 17 den 16. februar 1786 i New York City.
Efter nogle korte hvedebrødsdage på Long Island vendte de nygifte tilbage til New York for at bo ved hendes far indtil Kongressen blev sendt hjem.  I Paris som hustru til den amerikanske minister under Terrorregimet, hjalp hun med til at sikre frigivelsen af Madame LaFayette, Marquis de La Fayettes hustru, da hun hørte om hendes fængsling og forestående henrettelse i guillotinen.

## Børn
James og Elizabeth havde tre børn: 
- Eliza Kortright Monroe-Hay (1787 – ?) – Uddannet på den eksklusive franske skole under Jeanne Campan (tidligere  hofdame for Marie Antoinette), mens hendes far var amerikansk minister i Frakrig. Eliza virkede på mange som en overlegen prominent person, som havde travlt med at minde andre om sin fine herkomst og høje placering.  I 1808 giftede hun sig med George Hay, en fremtrædende advokat fra Virginia, som havde fungeret som anklager i retssagen mod Aaron Burr.  Han gennemførte senere sin svigerfars valgkampagne i Virginia og blev udpeget til føderal dommer af præsident John Quincy Adams.  Under Monroe regeringen trådte Eliza ofte til som substitut for sin sygdomsramte mor. Eliza lagde sig snart ud med det meste af Washingtons selskabsliv fordi hun nægtede at besøge hustruerne til det diplomatiske korps, som det var sædvane. Hun forårsagede en anden social skandale ved at lukke sin søsters bryllup for alle andre end familie og venner. Trods al sin åbenlyse forfængelighed udviste hun ægte medfølelse under feberepidemien, som ramte Washington under Monroes præsidentskab. Hun tilbragte mange søvnløse nætter med at tage sig af ofrene. Efter hendes mands og faders død flyttede hun til Paris, konverterede til katolicismen og levede i et kloster .
- James Spence Monroe – døde som 2 årig
- Maria Hester Monroe-Gouverneur (1803 – 1850) – Var stadig et barn, da hendes far blev valgt som præsident. Maria afsluttede skolen i Philadelphia inden hun flyttede ind i Det Hvide Hus i 1819.  Den 9. marts 1820 giftede hun sig med sin fætter Samuel L. Gouverneur ved det første bryllup, der blev gennemført i Det Hvide Hus. Mange i Washington kritiserede Monroe familien for at holde brylluppet privat, kun 42 medlemmer af familien og nære venner blev inviteret. Spændinger mellem Marias mand og hendes søster anstrengte familieforholdet efterfølgende.  Gouverneur familien flyttede til New York City.  Tidligere præsident Monroe flyttede ind hos dem efter at have mistet sin hustru i 1830. Præsident John Quincy Adams udnævnte hendes mand til postmester i New York City.

## Sidste år
Selv om Elizabeth Monroe genvandt en grad af respekt og beundring under hendes mands anden præsidentperiode, klarede hun sig dårligt i sammenligning med sin forgænger, Dolley Madison, som havde tryllebundet Washingtons society, og satte en standard, som fremtidige førstedamer længe blev målt imod. 
Hun trak sig syg tilbage og led under flere langvarige sygdomsperioder. Elizabeth
døde den 23. september 1830 i en alder af 62 i sit hjem Oak Hill. Hun blev begravet på Hollywood Cemetery i Richmond, Virginia.

## Eksterne kilder
- http://www.whitehouse.gov/history/firstladies/em5.html Arkiveret 1. marts 2004 hos  Wayback Machine